# 窒素13
窒素13(N13)は、窒素の放射性同位体であり、ポジトロン断層法に用いられる。半減期は10分弱である。ポジトロン断層法用にサイクロトロンで生成され、アンモニア分子を標識する。

## 生成
16O + 1H → 4He + 13N
酸素16の原子核に水素の原子核（即ち陽子）をぶつけて、ヘリウムの原子核（即ちα粒子）が弾き出されて、窒素13が得られる。陽子は運動エネルギーが5.55MeVを越えるまで加速される必要がある。
反応は吸熱反応であり、生成物の質量が反応物の質量よりも大きいため、質量に転換されるエネルギーを外から補給する必要がある。そのため、核反応を起こすためにプロトンによりエネルギーが運ばれる。
エネルギー差は正確には5.22MeVであるが、プロトンだけでこのエネルギーを運ぶと運動エネルギーを持たない反応物が生成される。モーメントは必ず保存されるため、プロトンで運ぶ必要のある真のエネルギーは次の式で表される。
{\displaystyle K=(1+m/M)|E|}

## 恒星における役割

CNOサイクルにおけるN13の役割

窒素13(13N)は、太陽質量よりも重い恒星の主要なエネルギー源となるCNOサイクルで大きな役割を果たす。
12C  +  1H  →  13N  +  γ      +  1.95 MeV
13N      →  13C  +  e+  +  νe  +  2.22 MeV
13C  +  1H  →  14N  +  γ      +  7.54 MeV
14N  +  1H  →  15O  +  γ      +  7.35 MeV
15O      →  15N  +  e+  +  νe  +  2.75 MeV
15N  +  1H  →  12C  +  4He      +  4.96 MeV